# Crocoiet
Het mineraal crocoiet is een lood-chromaat met de chemische formule PbCrO4.

## Eigenschappen
Het doorschijnend geel, oranje of rode; typisch saffraan-kleurige crocoiet heeft een diamantglans, een geeloranje streepkleur en het mineraal kent een duidelijke splijting volgens het kristalvlak [110] en een onduidelijke volgens [100] en [001]. Het kristalstelsel is monoklien. Crocoiet heeft een gemiddelde dichtheid van 6, de hardheid is 2,5 tot 3 en het mineraal is niet radioactief.

## Naam
De naam van het mineraal crocoiet is afgeleid van het Griekse krokos, dat "krokus" of "saffraan" betekent. Het is zo genoemd vanwege de opvallende kleur.

## Voorkomen

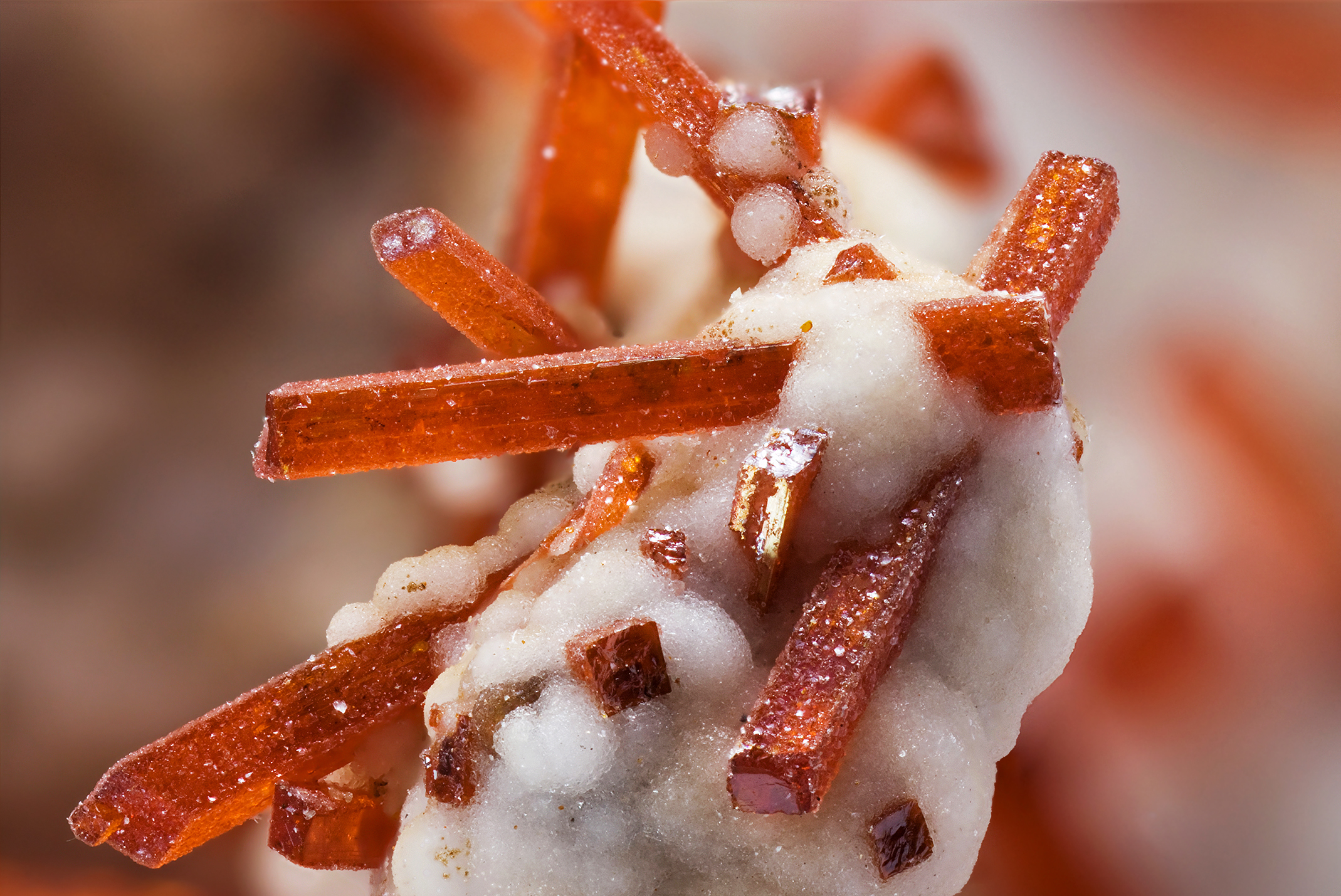
Dundasiet (wit) en crocoiet (oranje) uit de Dundas-mijn aan de voet van de West Coast Range in de 'ruige' Tasmaanse streek West Coast.

Crocoiet is een secundair mineraal in geoxideerde lood-ertsen. De typelocatie van crocoiet is de Adelaide mijn, Dundas, Tasmanië. Het mineraal wordt verder onder andere gevonden in Kallenberg, Glauchau, Sachsen, Duitsland en Berezovsk in het Oeralgebergte in Rusland.